# Bentley, West Midlands
Bentley är en ort i distriktet Walsall, i grevskapet West Midlands, i England. Bentley var en civil parish från 1866 till 1934 då den blev en del av Darlaston och Short Heath. Civil parish hade 507 invånare år 1961.